# T20 AL 8601 à 8630
Les locomotives à vapeur T20 sont les dernières locomotives-tender construites pour le réseau ferroviaire d'Alsace-Lorraine (AL) entre 1929 et 1930. Elles ont une double origine :
- Les machines 8601 à 8620 ont été construites par la société Batignolles-Châtillon de Nantes en 1929 - 1930.
- Les machines 8621 à 8630 ont été construites par la SACM de Graffenstaden en 1930.

## Genèse
Bien que la SACM ait préféré que lui soit confiée la conception d'une machine totalement nouvelle, les services de l'État, gestionnaires de l'AL ont préféré reproduire une machine existante. Les T20 étaient donc identiques dans l'ensemble, aux 242 AT 1 à 120 de la Compagnie du chemin de fer Paris-Lyon-Méditerranée tout en ayant quelques particularités fortement influencées par les habitudes du réseau : cabine de conduite modifiée avec une petite fenêtre près des instruments et une grande fenêtre coulissante (comme les locomotives prussiennes), écrans pare-fumée (dans le style de celui des S14), appareils de contrôle et volant de changement de marche installées pour la conduite à droite.

## Utilisation et services
Elles étaient les plus puissantes locomotives-tender françaises de l'époque. Sur l'AL, elles étaient affectées aux services lourds de trains de banlieue et d'omnibus mixtes, devant assurer ainsi la relève des T18. De fait les premières machines (8601 à 8608) furent affectées dans un premier temps aux dépôts de Metz et de Sarreguemines pour les dessertes locales et les suivantes à Strasbourg, et accessoirement à ceux de Sarrebourg, Haguenau et Colmar, pour assurer le trafic de banlieue. 
La totalité de l'effectif fut récupéré par la SNCF et immatriculé 1-242-TA 601 à 630 en 1938. Cependant, à l'issue de la Seconde Guerre mondiale six machines avaient été perdues (n° 8602, 8604, 8607, 8608, 8620 et 8629). L'une d'entre elles,  la 8602 fut récupérée par la Deutsche Reichsbahn (DR) d'Allemagne de l'Est et immatriculée 79.001, quant aux 5 autres, elles furent détruites entre 1953 et 1957. Il fut cependant trop difficile pour la DR de l'adapter rationnellement aux normes allemandes et elle fut réformée en 1963.
Après la Seconde Guerre mondiale et un court séjour sur la banlieue parisienne de janvier à mai 1945, où ce type de machines faisait défaut, les machines restantes furent affectées en bloc au dépôt de Strasbourg puis à celui de Hausbergen en 1956 du fait du choix du dépôt strasbourgeois pour abriter les locomotives électriques.
À partir de 1954, les T20 restantes furent bientôt rejointes par leurs cousines, les ex-2-242 TA 1 à 120 de la région Nord qui elles-mêmes n'étaient que des anciennes 5-242 TA 1 à 120 de l'ex-PLM. Ces machines furent affectées directement au dépôt de Strasbourg puis à celui de Hausbergen et assurèrent les trains de Strasbourg à Kehl (frontière franco-allemande) jusqu’à l’électrification de la ligne en 1966 ainsi que les omnibus sur la ligne Strasbourg-Saint-Dié à partir de Molsheim et Sélestat du fait de leur moindre contenance en eau et de la conduite à gauche des ex-PLM/Nord. 
La dernière locomotive de la série, la 1-242 TA 610, fut radiée en juillet 1968 : elle était la dernière locomotive à vapeur de l'ancien réseau d'Alsace-Lorraine. Toutefois une source mentionne la 1-242 TA 616 garée mauvais état en avril 1968 et la radiation des dernières 242 TA (les 1-242 TA 54 et 97 ex-PLM/Nord) pour novembre 1968.
D'autre part la 242 TA 621, accidentée en juin 1968 et réformée de suite, est restée jusqu'en 1972 au dépôt de Hausbergen en attente de restauration pour le Musée du chemin de fer. Seule sa porte de boîte à fumées a finalement été sauvegardée et se trouve actuellement sur la... 242 AT 6 ex-PLM à la Cité du train de Mulhouse.
Cette dernière lui a été préférée en raison non de son prétendu meilleur état, mais parce qu'elle était "française", contrairement à "l'alsacienne"(sic, Monsieur Doër).

## Description
Ces machines disposaient d'un moteur compound à quatre cylindres disposés en batterie et la distribution était du type « Walschaerts ». Le foyer était de type « Belpaire » et l'échappement un trèfle à 3 jets du type « PLM » . Elles étaient équipées de la surchauffe, les tiroirs étaient cylindriques et elles disposaient d'un réchauffeur « ACFI ». Les bogies était les classiques type « PLM » et avaient un déplacement latéral de + ou - 91 mm. Les soutes à eau étaient réparties en trois positions avec les deux latérales et une sous la soute à combustible (qui n'existait pas sur leurs cousines les 242 AT 1 à 120)

## Caractéristiques
- Pression de la chaudière : 16 kg/cm2
- Diamètre des cylindres HP : 420 mm
- Diamètre des cylindres BP : 630 mm
- Diamètre des roues motrices : 1 650 mm
- Diamètre des roues porteuses : 1 000 mm
- Capacité des soutes à eau : 14,4 t
- Capacité de la soute à charbon : 6 t
- Masse en ordre de marche : 123,3 t
- Longueur hors tout : 17,82 m
- Vitesse maxi en service : 90 km/h : 242TA601 à 630 ; 95 km/h : 242TA 1 à 120